# 印西市立六合小学校
印西市立六合小学校（いんざいしりつ ろくごうしょうがっこう）は、千葉県印西市瀬戸にある公立小学校。

## 概要
印西市の南東部に位置する。

## 沿革
- 1874年（明治7年） - 瀬戸小学校が開校[1]。
- 1887年（明治20年） - 瀬戸小学校を廃し、新たに市井尋常小学校が開校[1]。
- 1887年（明治20年） - 松虫に湖西尋常小学校が開校[2]。
- 1887年（明治20年） - 平賀に市井尋常小学校平賀分教所が開校された[3]。
- 1890年（明治23年） - 瀬戸に六合高等小学校を置く[4]。
- 1891年（明治24年） - 六合高等小学校が火災にあう[4]。
- 1892年（明治25年） - 市井尋常小学校と統合して六合尋常高等小学校となる[4]。
- 1908年（明治41年） - 平賀・松虫の尋常小学校を合併してそれぞれ分教所とする[4]。
- 1947年（昭和22年） - 六合小学校が開校[4]。
- 1990年（平成2年）4月1日 - 印旛村立平賀小学校が印旛村立六合小学校より分離[5]。

## 学区
瀬戸、山田、吉高、萩原、松虫の区域。

## 進学
- 印西市立印旛中学校